# Sparbarus capnicus
Sparbarus capnicus is een haft uit de familie Caenidae. De wetenschappelijke naam van de soort is voor het eerst geldig gepubliceerd in 2003 door Zhou, Sun & McCafferty.
De soort komt voor in het Oriëntaals gebied.